# Димитър Бузлевски
Димитър Бузлевски (на македонска литературна норма: Димитар Бузлевски) е северномакедонски политик.

## Биография
Роден е през 1952 година в ресенското село Янковец, тогава във Федеративна народна република Югославия, днес в Северна Македония. Завършва Икономическия факултет на Скопския университет. Членува в Социалдемократическия съюз на Македония. Между 1994 и 1997 година е министър на транспорта и връзките. По същото време е вицепремиер на Република Македония. Народен представител е в периода 1998 – 2002 година и влиза в комисиите за сътрудническо с парламента на Албания и на Полша.